# Darwaz (huyện)
Darwaz là một huyện thuộc tỉnh Badakhshan, Afghanistan. Dân số thời điểm năm 1999 là 21,365 người.